# Фрационе Капело Сарецо (Кунео)
Фрационе Капело Сарецо је насеље у Италији у округу Кунео, региону Пијемонт.
Према процени из 2011. у насељу је живело 9 становника. Насеље се налази на надморској висини од 1142 м.